# Home de Loschbour

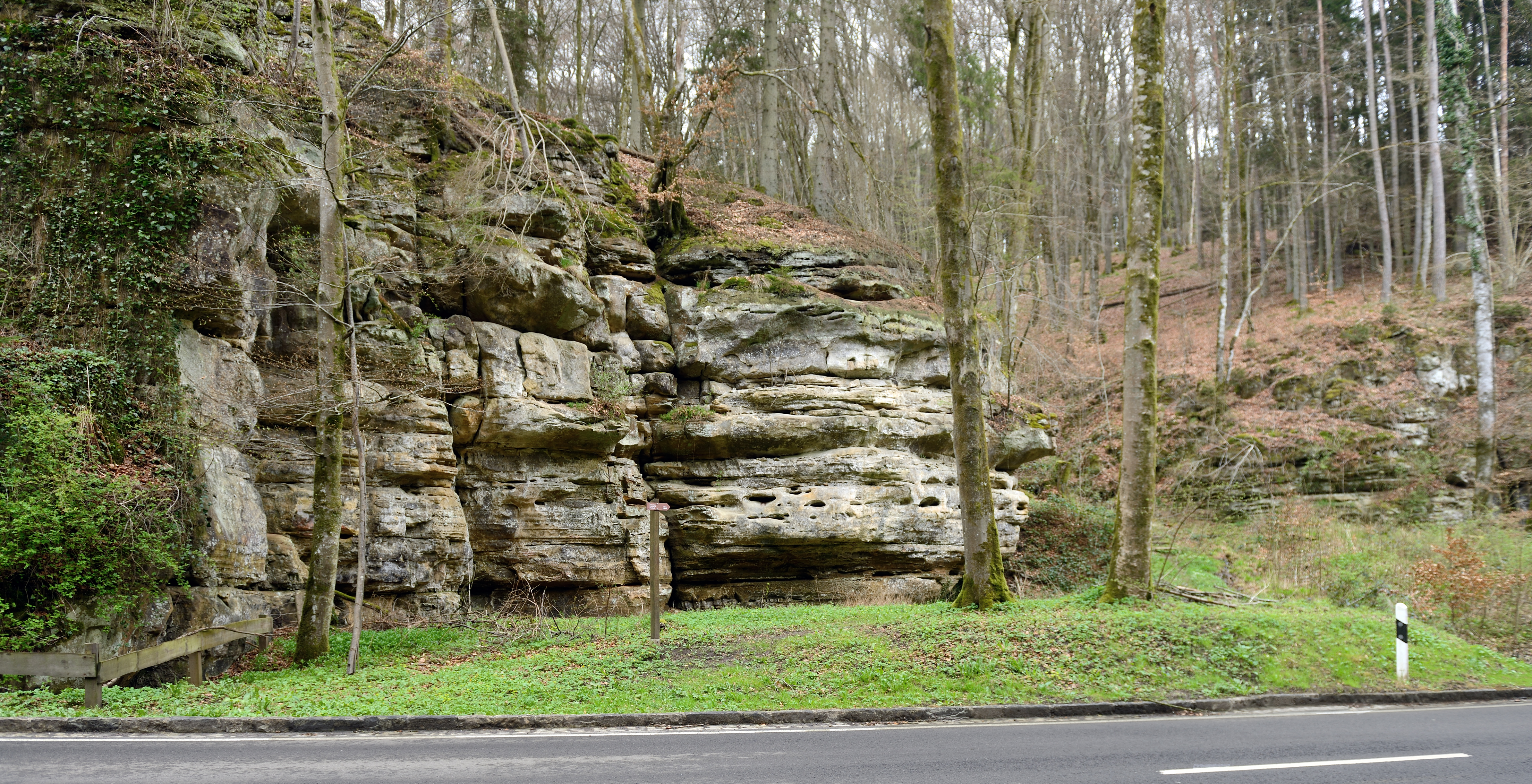
L'abric rocós on va ser descobert l'esquelet

L'humà de Loschbour (en luxemburguès: Loschbur-Mann) és un esquelet d'humà prehistòric descobert el 1935 en el Mullerthal, a la ciutat de Waldbillig al Gran ducat de Luxemburg.

## Història
L'esquelet està quasi complet, va ser descobert en un refugi sota una roca sortint a Mullerthal, en un lloc anomenat Löschbur, a prop de l'Ernz Negre, per l'arqueòleg aficionat Nicolas Schmit, un professor de Luxemburg.
Ha sigut datat de fa de 8.000 anys. L'esquelet de l'humà de Loschbour i una reconstrucció a mida natural del lloc, es conserva al Museu nacional d'història natural de Luxemburg.